# ティテュバ
ティテュバ（英: Tituba）は、マサチューセッツ州ダンバースのサミュエル・パリスが所有した奴隷の女性。彼女の起源は議論されているが、研究は彼女が南アメリカの先住民族であり、サミュエル・パリスと共にバルバドスからアメリカ合衆国まで航海したことを示唆している。ティテュバは、1692年のセイラム魔女裁判で魔術を行ったと非難された最初の人物であった。彼女の奴隷化に先立つティテュバの生活についてはほとんど知られていない。しかし、彼女は魔術を自白した時に魔女裁判で重要な証人となり、サラ・グッドとサラ・オズボーンの両方がこの魔術に参加したという主張もしている。ティテュバは投獄され、その後サミュエル・コンクリンによって釈放されたが、その後の彼女の人生についてはほとんど知られていない。

## 初期の人生と告発
ティテュバの夫は、起源が不明なネイティブ・アメリカンのジョン・インディアンだったが、中央アメリカ出身の可能性もある。ティテュバもバルバドスの前に中央アメリカにルーツがあった可能性がある。ティテュバはアフリカ系アメリカ人であるとの主張があるが、これはサミュエル・ドレイクから虚偽の情報を得たチャールズ・アパムを部分的に非難しているイレーヌ・ブレスローを含む歴史学者の見解とは矛盾している。おそらく彼女はバルバドスで生まれたが、彼女は島の捕虜の子孫だった。彼女の夫は、魔法裁判の告発者の一人になった。彼らはサミュエル・パリスの教会の記録簿に一緒に記録されている。
ティテュバは、ベティ・パリスとアビゲイル・ウィリアムズの魔術の告発を受けた最初の人物だった。ティテュバは、以前にブードゥーと魔女の物語を女の子に話したと訴えられている。彼女はセイラムの魔女事件の初めての自白者となった。当初、彼女は魔術に関与していることを否定していたが、後にティテュバはサミュエル・パリスに自白を強要する意図で殴打されたため、「魔女のケーキ」を作ったと告白した。彼女は後に疑問を呈し、バルバドスの彼女の女神からオカルトの技術を知っていたと述べ、邪悪な力から身を守る方法と魔術の原因を明らかにする方法を教えた。このような知識は害を与えるものではなかったので、ティテュバはパリスに再び魔女ではないと主張したが、彼女がベティ・パリスを助けるために「魔女のケーキ」を作った時にオカルトの儀式に参加したことを認めた。これらの自白にも関わらず、彼女が告白したことをしたという証拠はない。
周囲の村の男女は、魔術の訴えを受け、セイラム魔女裁判で逮捕された。ティテュバは彼女の告白で他人を非難しただけでなく、黒い犬、豚、黄色の鳥、赤と黒の鼠、猫、キツネ、オオカミについて話した。ティテュバは、別の場所に行くために棒に乗ることについて話した。彼女はサラ・オズボーンが女性の頭、二本の脚、そして羽のある生き物を持っていたと告白した。ティテュバの自白は聴衆を混乱させ、ある種の典型的な悪魔学との類似点から、セイラム村では、サタンが住民の中にいると信じる者もいた。